# Antonín Rybka
Antonín Rybka (20. ledna 1936, Olomouc - 12. června 2016) byl český silniční motocyklový závodník.

## Závodní kariéra
V místrovství Československa startoval v letech 1961-1968 a 1988-1989. V celkové klasifikaci skončil nejlépe na třetím místě ve třídě do 175 cm³ v roce 1962. V jednotlivém závodě skončil nejlépe druhý v roce 1966 v Těrlicku.

## Umístění
- Mistrovství Československa silničních motocyklů
  - 1961 do 175 cm³ - nebodoval - motocykl ČZ.
  - 1962 do 175 cm³ - 3. místo - motocykl ČZ.
  - 1963 do 175 cm³ - 10. místo - motocykl ČZ.
  - 1964 do 175 cm³ - 6. místo - motocykl ČZ.
  - 1965 do 175 cm³ - 8. místo - motocykl ČZ.
  - 1966 do 175 cm³ - 4. místo - motocykl ČZ.
  - 1967 do 175 cm³ - 13. místo - motocykl ČZ.
  - 1988 do 250 cm³ jednoválce - 23. místo - motocykl ČZ.
  - 1989 do 250 cm³ jednoválce - 10. místo - motocykl ČZ.